# NGC 6826
NGC 6826 (također Caldwell 15)  je treptajuća planetna maglica u zviježđu Labuda. Kada se promatra kroz mali teleskop, osvjetljenje središnje zvijezde preplavljuje oči, pa se ne vidi maglica. Međutim, može se promatrati perifernim vidom, što uzrokuje da maglica počne "bljeskati" dok oko promatrača luta.
Posebnost ove maglice su dvije svijetle točke na stranama koje su poznate kao brzo emisijsko područje niske ionizacije, ili FLIERS. Oni su, čini se, relativno mladi, te se kreću prema van nadzvučnom brzinom.